# Lydia Schieth

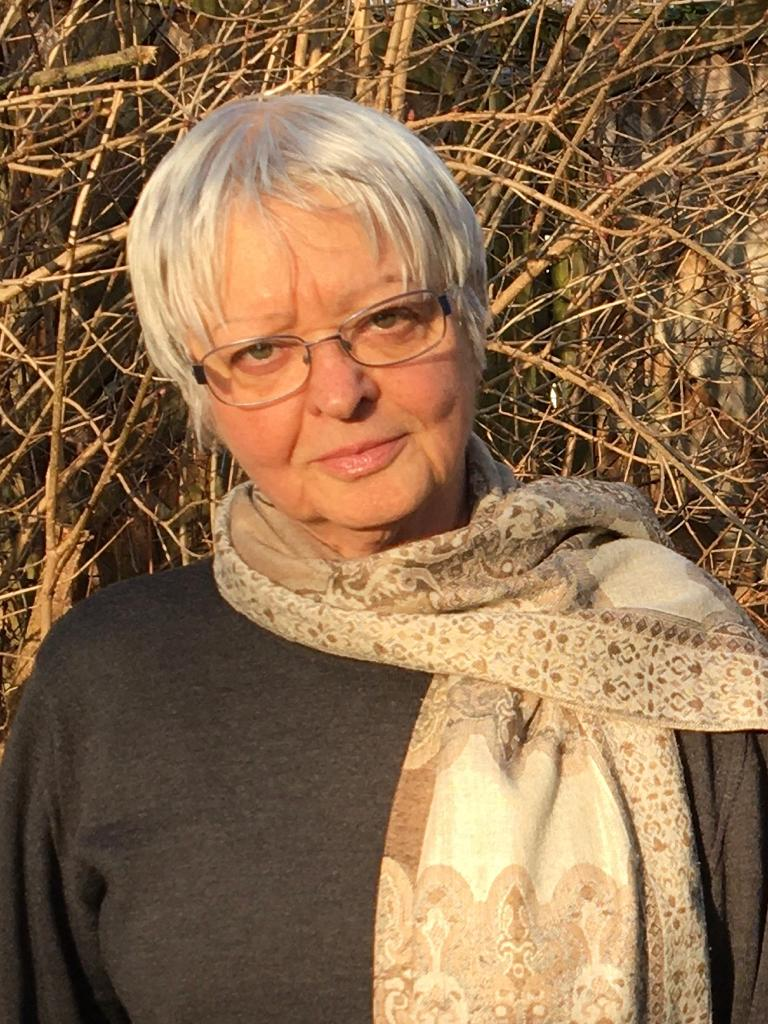
Lydia Schieth (2023)

Lydia Schieth (* 1952 in München) ist eine deutsche Schriftstellerin, Germanistin und Literaturwissenschaftlerin.

## Leben
Lydia Schieth hat nach dem Abitur Germanistik, Geschichte, Philosophie und Sozialkunde an der Universität Regensburg, der Universität Hamburg, der Johannes Gutenberg-Universität Mainz und der Universität Bamberg studiert. 1978 erlangte sie das Erste Staatsexamen und 1981 das Zweite Staatsexamen für das Lehramt an Gymnasien in Bayern. Danach arbeitete sie als Wissenschaftliche Mitarbeiterin an der Universität Bamberg am Lehrstuhl für Neuere Deutsche Literaturwissenschaft bei Wulf Segebrecht. Anschließend war sie bis zu ihrer Pensionierung als Lehrerin an den St. Marien Schulen der Schulstiftung der Diözese Regensburg tätig. Zuletzt war sie als Studiendirektorin die stellvertretende Leiterin des Gymnasiums.
Ihre Forschungen zur Frauenliteratur mündeten zunächst in ihrer Dissertation Die Entwicklung des deutschen Frauenromans im ausgehenden 18. Jahrhundert. Mit dieser Arbeit hatte sie die Weichen zum Forschungsgebiet der Frauenliteratur gestellt, in dem sie weiterhin wirkt. Die Dissertation findet bis in die Gegenwart Anerkennung in der Forschung und wird in vielen Werken zur Frauenliteratur zitiert. Auch ihre weiteren Werke zur Frauenliteratur sind Gegenstand der wissenschaftlichen Auseinandersetzung. Insbesondere der von ihr erarbeitete Katalog zur Ausstellung Fürs schöne Geschlecht. Frauenalmanache zwischen 1800 und 1850 in der Staatsbibliothek Bamberg 1992–1993 fand in der Forschung zur Frauenliteratur erhebliche Beachtung. Neben der Thematik der Frauenliteratur umfasst ihr Werk Arbeiten zu Schriftstellern wie Theodor Fontane, E. T. A. Hoffmann und dem Literatur-Nobelpreisträger Elias Canetti, zu dem sie im Zusammenhang mit jüdischen deutschsprachigen Schriftstellern den Beitrag Elias Canetti. Ein Europäer erinnert sich schrieb, der ebenfalls eine große wissenschaftliche Resonanz fand. Sie ist Mitglied der E.T.A. Hoffmann-Gesellschaft. Weitere Arbeiten sind belletristische Werke mit Bezügen zu Autoren, die früher den Gegenstand ihrer wissenschaftlichen Tätigkeit bildeten. Sie fanden die Aufmerksamkeit und positive Resonanz in literarischen Fachpublikationen. Mit dem Beitrag Die Funktion phantastischer Frauengestalten in ausgewählten Texten E.T.A. Hoffmanns verband sie 2024 die Forschungen zu Frauenliteratur und E.T.A. Hoffmann miteinander.

## Werk (Auswahl)
- Tichas Gruselkabinett. E.T.A.Hoffmann, Klein Zaches genannt Zinnober. Ein Märchen. Illustriert von Hans Ticha. 2. Aufl. Weimar 1985. Rezension, in: E.T.A. Hoffmann-Gesellschaft e.V. (Hrsg.): Mitteilungen der E.T.A. Hoffmann-Gesellschaft e.V. 32. Heft 1986, Bamberg 1986, S. 111–112.
- Das Fräulein von Scuderi im Unterricht. Wilhelm Große, Modelle zum Umgang mit der Novelle im Deutschunterricht der Sekundarstufe I und II. E.T.A.Hoffmanns „Das Fräulein von Scuderi“ und Gottfried Kellers „Kleider machen Leute“. Grünstadt 1983. Rezension in: E.T.A. Hoffmann-Gesellschaft e.V. (Hrsg.): Mitteilungen der E.T.A. Hoffmann-Gesellschaft e.V. 32. Heft 1986, Bamberg 1986, S. 119–120.
- Die Entwicklung des deutschen Frauenromans im ausgehenden 18. Jahrhundert. Peter Lang Verlag, Frankfurt am Main / Bern / New York / Paris 1987, ISBN 3-8204-0050-8.
- Blick auf den Gendarmenmarkt. E.T.A. Hoffmann, Gespenster in der Friedrichstadt. Berlinische Geschichten. Hrsg. und mit einem Nachw. von Günter de Bruyn. Frankfurt am Main 1987. In: E.T.A. Hoffmann-Gesellschaft e.V. (Hrsg.): Mitteilungen der E.T.A. Hoffmann-Gesellschaft e.V. 33. Heft 1987, Bamberg 1986, S. 120–121.
- Elisa oder das Weib wie es sein sollte. Zur Analyse eines Frauen-Romanbestsellers. In: Helga Gallas / Magdalene Heuser (Hrsg.): Untersuchungen zum Roman von Frauen um 1800, Niemeyer, Tübingen 1990, S. 114–131.
- „Nachwort“. In: Wilhelmine Karoline von Wobeser, Elisa oder das Weib wie es sein sollte. Nachdruck der Ausgabe Leipzig, Graeff. Olms, Hildesheim u. a. 1990, ISBN 3-487-09268-9, S. 1–39 (Frühe Frauenliteratur in Deutschland 8).
- Frauenliteratur. Buchner, Bamberg 1991, ISBN 3-7661-4345-X.
- Elais Canetti. Ein Europäer erinnert sich. In: Ortwin Beisbart, Ulf Abraham (Hrsg.): Einige werden bleiben. Und mit ihnen das Vermächtnis. Der Beitrag jüdischer Schriftsteller zur deutschsprachigen Literatur des 20. Jahrhunderts. Bayerische Verlagsanstalt, Bamberg 1992, ISBN 3-87052-852-4, S. 77–104.
- Fürs schöne Geschlecht. Frauenalmanache zwischen 1800 und 1850. Ausstellungskatalog, Ausstellung der Universität Bamberg in Zusammenarbeit mit der Staatsbibliothek Bamberg, 12. November 1992 – 27. Februar 1993, Staatsbibliothek Bamberg, Bamberg 1992, ISBN 3-924530-06-8.
- Mühlbach, Luise. In: Neue Deutsche Biographie (NDB). Band 18, Duncker & Humblot, Berlin 1997, ISBN 3-428-00199-0, S. 269–270, (Digitalisat)
- „Huldigung den Frauen“. Frauentaschenbücher in der ersten Hälfte des 19. Jahrhunderts. In: Paul Gerhard Klussmann, York-Gothart Mix (Hrsg.): Literarische Leitmedien. Konferenzschrift, 1994, Marbach am Neckar, Verlag Harrassowitz, Wiesbaden 1998, ISBN 3-447-03710-5, S. 83–100.
- Europa aus dem Blickwinkel einer Danzigerin. Die Reise-Erinnerungen der Johanna Schopenhauer. In: Wulf Segebrecht (Hrsg.): Europavisionen im 19. Jahrhundert. Vorstellungen von Europa in Literatur und Kunst, Geschichte und Philosophie. Literatura Band 10, Ergon, Würzburg 1999, S. 244–263.
- Aufgeklärt und selbstbewusst. Ein Frauenporträt aus der Napoleonischen Zeit. Roman, Verlag Humbert, Bodenheim 2012, ISBN 978-3-939285-06-9.
- „Alltags verlangt man ein bisschen Esprit“. Sechs Potsdamer Gespräche zum zweihundertsten Geburtstag von Theodor Fontane. Books on Demand GmbH, Norderstedt 2019, ISBN 978-3-7494-1673-8.

- Bamberger Schlagabtausch über E.T. A. Hoffmann in sieben Dialogen. sehdition Verlag für Sehenswertes, Bamberg 2021, ISBN 978-3-947603-06-0.
- Die Funktion phantastischer Frauengestalten in ausgewählten Texten E.T.A. Hoffmanns. In: María Rosario Martí Marco, Jesús Pérez-García (Hrsg.): Das Phantastische in der deutschsprachigen Literatur. E.T.A. Hoffmann (1776–1822). Narr Francke Attempto, Tübingen 2024, ISBN 978-3-8233-8613-1, S. 185–196.
- Töne im Tumult - E. T. A. Hoffmann in Sachsen. Erzählung, illustriert von Steffen Faust, Edition Noack & Block, Berlin 2025, ISBN 978-3-86813-221-2.